# Extractor Soxhlet
Extractorul Soxhlet este un echipament de laborator inventat de către Franz von Soxhlet în anul 1879. Este folosit pentru extracție.